# Gitta Bauer
Gitta Bauer (Berlín, 1919 - Berlín, 1990) de naixement Gitta Dubro, va ser una periodista alemanya que es va oposar al nazisme i al comunisme.

## Biografia
Gitta Bauer va néixer al si d'una família liberal. De pare farmacèutic de professió, protestant, i mare catòlica, va ser criada com a catòlica. Ambdós pares eren opositors al nazisme i defensors de la llibertat de religió de les persones, veient amb naturalitat les seves amistats jueves. Tenia tres germanes.
Gitta va pertànyer a un dels moviments catòlics prohibits pels nazis el 1935 i posteriorment va ser empresonada per editar un diari per la pau juntament amb sis amics, tot i que posteriorment van ser alliberats perquè a les autoritats alemanyes els van semblar inofensius.
El 1944 va amagar la seva amiga jueva Ilse Baumgart durant nou mesos, fins al final de la guerra.
El 1945 va conèixer al seu marit Leo Bauer (1912-1972), jueu-comunista amb qui va tenir un fill a Berlín Oriental. Ell va ser arrestat, acusat d'espia i enviat al Gulag a Sibèria i Gitta Bauer empresonada durant 4 anys per la Stasi quan el seu fill Andre tenia poc més de dos mesos.
Havent complert la condemna, va escapar a Alemanya Occidental on va treballar com a periodista de profunda ideologia anticomunista. Un cop alliberat, el seu marit va tornar i va acabar treballant com a periodista de la revista Stern, amb un precari estat de salut.
El 1984 Gitta Bauer va ser nomenada amb el títol dels Justos entre les Nacions per Iad va-Xem, honor que en principi va dubtar a acceptar.